# The Shocking Miss Pilgrim
The Shocking Miss Pilgrim is een Amerikaanse komische muziekfilm uit 1947 onder regie van George Seaton.

## Verhaal
Cynthia Pilgrim is in 1874 een van de eerste studentes die heeft geleerd om te typen op een schrijfmachine. Ze wordt als eerste vrouw in dienst genomen bij een scheepvaartbedrijf in Boston. Haar mannelijke collega's hebben hun reserves, maar ze weet hen meteen te charmeren. De knappe, jonge bedrijfsleider John Pritchard wordt verliefd op haar. Wanneer Cynthia lid wordt van een beweging die ijvert voor vrouwenkiesrecht, komt hun romance onder druk te staan.

## Rolverdeling
| Acteur              | Personage                             |
| ------------------- | ------------------------------------- |
| Betty Grable        | Cynthia Pilgrim                       |
| Dick Haymes         | John Pritchard                        |
| Anne Revere         | Alice Pritchard                       |
| Allyn Joslyn        | Leander Woolsey                       |
| Gene Lockhart       | Mijnheer Saxon                        |
| Elizabeth Patterson | Catherine Dennison                    |
| Elisabeth Risdon    | Mevrouw Pritchard                     |
| Arthur Shields      | Michael                               |
| Charles Kemper      | Herbert Jothan                        |
| Roy Roberts         | Mijnheer Foster                       |
| Marilyn Monroe      | Telefoonbediende (stemrol, onvermeld) |

## Filmmuziek
- Sweet Packard
- Changing My Tune
- Stand Up and Fight
- Aren't You Kinda Glad We Did?
- The Back Bay Polka
- One, Two, Three
- Waltzing Is Better Sitting Down
- Demon Rum
- For You, For Me, For Evermore